# 迪维诺兰迪亚-迪米纳斯
迪维诺兰迪亚-迪米纳斯是巴西米纳斯吉拉斯州的一个市镇。总面积132.754平方公里，总人口6724人，人口密度50.7人/平方公里。